# Liste der Burgen und Schlösser in Eschweiler
Die Liste der Burgen und Schlösser in Eschweiler ist eine Aufstellung aller Burgen, Wasserburgen, Schlösser und Herrenhäuser auf dem heutigen Gebiet der Stadt Eschweiler in der Städteregion Aachen. Nicht aufgeführt sind Zier- und Nachbauten, die nie als Wohngebäude oder zur Verteidigung genutzt wurden. 

## Burgen
| Bezeichnung      | Nutzung | Erhaltungszustand                                                    |
| ---------------- | --- | -------------------------------------------------------------------- |
| Haus Bongart     | ehemalige Wasserburg, namensgebender Stammsitz der Herren von dem Bongart, 1252 erstmals erwähnt mit Gerardus de Pomerio (Pomarium = Baumgarten, „Bongart“); gelangte vor 1400, zusammen mit Burg Bovenberg (s. u.), durch Margarete von dem Bongart an ihren Mann Heinrich von Hüchelhoven. | Wall-Graben-Befestigung mit geringen Mauerresten erhalten.           |
| Burg Bovenberg   | Wasserburg, vor 1342 von Wilhelm Bove von der Heyden, Sohn des Arnold von dem Bongart, errichtet. |                                                                      |
| Burg Eschweiler  | Sitz der Herren von Eschweiler, 1845 Wiederaufbau und anschließend Nutzung als Krankenhaus (St. Antonius-Hospital) | 1960er Jahre Abriss bis auf drei Türme und Reste der Umfassungsmauer |
| Burg Kinzweiler  | Sitz der Herren von Kinzweiler, jetzt Privathaus | Vollständig erhaltenes Herrenhaus nach Abriss der Vorburg            |
| Burg Laurenzberg | --- | Wegen Braunkohletagebau Zukunft vollständig abgerissen               |
| Burg Lürken      | --- | Wegen Braunkohletagebau Zukunft vollständig abgerissen               |
| Burg Nothberg    | Rittersitz | Größtenteils erhalten und durch Fördererverein gesichert             |
| Burg Röthgen     | Rittersitz, jetzt Privatwohnung | Vollständig erhalten                                                 |
| Burg Weisweiler  | Adelssitz, jetzt Evangelische Gemeinde Weisweiler | Gebäude und Umfassungsmauer und Türme                                |

## Schlösser
| Bezeichnung  | Nutzung                                      | Erhaltungszustand                                         |
| ------------ | -------------------------------------------- | --------------------------------------------------------- |
| Haus Kambach | Adelssitz, jetzt Restaurant und Golfheim     | Vollständig erhalten                                      |
| Haus Palant  | Adelssitz derer von Palant, jetzt Privathaus | Vollständig erhaltenes Herrenhaus nach Abriss der Vorburg |

## Höfe
| Bezeichnung      | Nutzung                                                                        | Erhaltungszustand    |
| ---------------- | ------------------------------------------------------------------------------ | -------------------- |
| Broicher Hof     | Adelssitz, Kommunalgebäude, Forstamtsitz, zurzeit leerstehend                  | Vollständig erhalten |
| Drimbornshof     | Adelssitz, Rathaus, jetzt Wohnhaus, Einkaufszentrum und Heimatmuseum im Keller | Vollständig erhalten |
| Rittergut Hausen | Rittersitz, jetzt wiederaufgebaut im Aachener Stadtteil Brand                  | Vollständig erhalten |
| Nothberger Hof   | Adelssitz, jetzt Privathaus                                                    | Vollständig erhalten |
| Pannhaus         | Sitz der Kinzweiler Schultheißen, jetzt Privathaus                             | Vollständig erhalten |